# Lufthansa Aviation Training
A Lufthansa Aviation Training GmbH a Lufthansa repülési akadémiája, egyben leányvállalata, amely a Lufthansa-csoport pilótáit, valamint kabin és műszaki személyzetét képzi ki. A vállalatnak mintegy 500 alkalmazottja van és körülbelül 50 éve működik.

## Működése

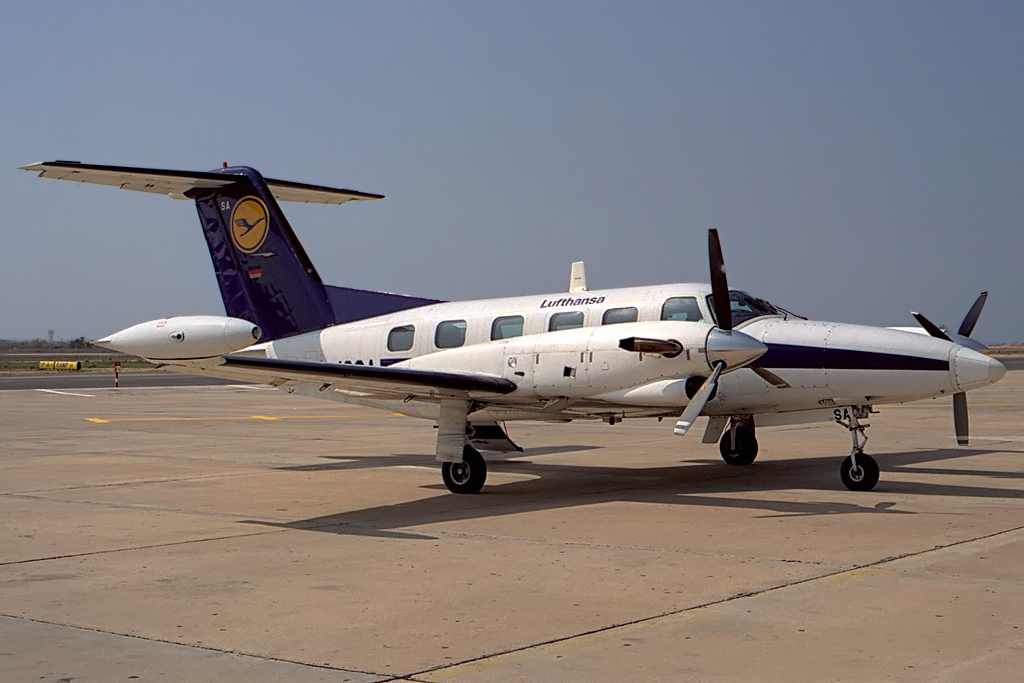
Egy Piper PA-42-720 Cheyenne IIIA

A Lufthansa Aviation Training kilenc leányvállalattal rendelkezik: Lufthansa Aviation Training Crew Academy GmbH, Lufthansa Aviation Training Berlin GmbH, Lufthansa Aviation Training Operations Germany GmbH, Lufthansa Aviation Training Germany GmbH, Lufthansa Aviation Training Austria GmbH, Lufthansa Aviation Training USA Inc., Lufthansa Aviation Training Pilot Academy GmbH és Aviation Quality Services (AQS).

### Helyszínek
2021-ben a vállalat két brandet tartott fenn a következő helyszíneken:
- Lufthansa Aviation Training – Berlin, Bécs, Essen, Frankfurt, Köln, München és Zürich
- European Flight Academy – Bréma, Grenchen, Phoenix, Rostock és Zürich

2021 februárjában a Lufthansa Aviation Training bejelentette, hogy a teljes németországi gyakorlati képzését a brémai repülőtérről a Rostock-Laage repülőtérre helyezi át.

### Lufthansa Aviation Training USA
Goodyearben található az arizonai Aviation Training Center, ahol a Lufthansa leendő pilótái kisgépes repülési képzést végeznek. A Lufthansa Aviation Training üzemelteti. A bázison található egy épület, ahol a tanulók a saját apartmanjaikban laknak.

### Aviation Quality Services GmbH
Az Aviation Quality Services (AQS) a Lufthansa Flight Training leányvállalata, amely a Frankfurtban van. A vállalat 2003-ban az IATA által akkreditált IOSA Audit Organization és Endorsed Training Organization lett. Két évvel később a világ vezető vállalata lett.

## Flotta
- Beechcraft Bonanza
- Cessna 525 Citation CJ1+
- Cirrus SR20
- Grob G 120
- Piper PA-42 Cheyenne
- Piper PA-44 Seminole
- Saab 91B Safir

## Fordítás
Ez a szócikk részben vagy egészben  a   Lufthansa Aviation Training című angol Wikipédia-szócikk ezen változatának fordításán alapul.  Az eredeti cikk szerkesztőit annak laptörténete sorolja fel. Ez a jelzés csupán a megfogalmazás eredetét és a szerzői jogokat jelzi, nem szolgál a cikkben szereplő információk forrásmegjelöléseként.